# Augusto Santos Silva
Augusto Santos Silva (Porto, 20 augustus 1956) is een Portugese politicus van de sociaaldemocratische Partido Socialista. Hij bekleedde diverse ministersposten in de Portugese regering, meer bepaald in de kabinetten van António Guterres (2000–2002), José Sócrates (2005–2011) en António Costa (2015–2022). Van 2022 tot 2024 was hij voorzitter van de Assembleia da República, het Portugese parlement.

## Biografie (beknopt)
Santos Silva studeerde tot en met 1978 Geschiedenis aan de Universiteit van Porto. Na zijn studie was hij werkzaam als onderwijzer in het middelbare onderwijs. Tussen 1981 en 1999 was Santos Silva werkzaam op de Universiteit van Porto als assistent en later als hoogleraar. In 1991 behaalde hij een doctoraat in de sociologie aan het Universiteit Instituut van Lissabon. Naast zijn academische werkzaamheden was Santos Silva tevens lid van de Nationale Raad voor Onderwijs (1996-1999) en het Witboek van de Commissie van de Sociale Zekerheid (1996-1998). 
In 1995 werd Santos Silva gekozen als afgevaardigde in de Assembleia da República. Tussen 1999 en 2022 was hij, mits zijn partij deel uitmaakte van de regering, bewindspersoon op verschillende departementen. Zo was hij staatssecretaris van Onderwijs (1999–2000), minister van Onderwijs (2000–2001), minister van Cultuur (2001–2002), minister van Parlementaire Zaken (2005–2009), minister van Nationale Defensie (2009–2011) en minister van Buitenlandse Zaken (2015–2022). Na de Portugese parlementsverkiezingen van 2022 werd Santos Silva verkozen tot parlementsvoorzitter. Deze functie bekleedde hij twee jaar.
- Bibliothèque nationale de France: cb12972971x (data)
- Gemeinsame Normdatei: 104797701X
- International Standard Name Identifier: 0000 0000 8196 8371
- Library of Congress Control Number: n80106226
- Nederlandse Thesaurus van Auteursnamen: 068218583
- Système universitaire de documentation: 074701657
- Virtual International Authority File: 11150605
- WorldCat: E39PBJfmmJxjtXVvpxDTB83YT3